# Viajera del Río

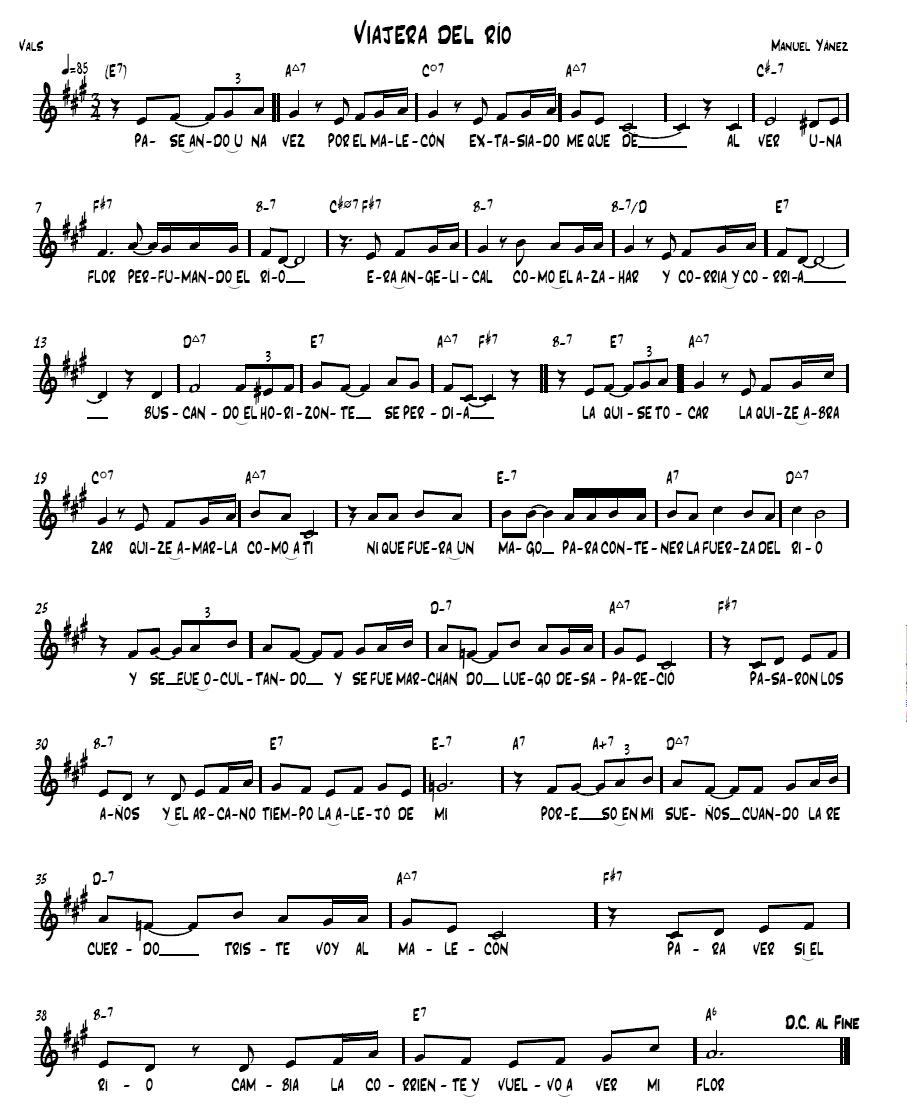
Partitura del vals venezolano Viajera del Río de compositor Manuel Yánez.

«Viajera del río» es un vals creado por el compositor venezolano Manuel Yánez. Es una pieza emblemática de la región de Guayana y primordialmente del estado Bolívar. Fue compuesta por su autor al observar desde el malecón de Ciudad Bolívar los racimos de la planta acuática bora (Eichhornia crassipes), también conocida como lirio de agua o chupachupa, al desplazarse por el río Orinoco.

## Sobre el autor de «Viajera del río»
Manuel Yánez fue un músico y compositor venezolano nativo de Ciudad Bolívar (Estado Bolívar), quien transcurrió toda su vida en el sector “El Convento”, conocido hoy día como la plaza “Centurión”. Interesado desde muy joven por la música y en especial por los ritmos folklóricos como las parrandas navideñas, formó parte de diversas agrupaciones musicales entre las que destaca "Juventud Guayanesa". Tuvo tres hijos: Manuel Alejandro Yanez, Pedro Alejandro Yanez y Antonio Alejandro Yanez. 
Llegó a realizar en tres años unas 150 composiciones, entre merengues criollos, valses, pasos dobles, boleros, salsas, canciones patrióticas, joropos, guarachas, entre otras; además de «Viajera del río» destaca entre ellas el pasodoble «Pescador».